# Hosszúvíz
Hosszúvíz ist eine ungarische Gemeinde im Kreis Marcali im Komitat Somogy. Zu der Gemeinde gehört die südöstlich liegende weitgehend verlassene Siedlung Cserfekvés.

## Geografische Lage
Hosszúvíz liegt am Ufer des kleinen Flusses Boronkai-patak, zwei Kilometer nordöstlich der Gemeinde Mesztegnyő.

## Sehenswürdigkeiten
- Glockenturm (Harangláb)
- Kirchenruine in Cserfekvés
- Landschaftsschutzgebiet (Boronka-melléki Tájvédelmi Körzet)

## Verkehr
Hosszúvíz ist nur von Mesztegnyő über eine Nebenstraße zu erreichen. Der Personenverkehr auf der westlich des Ortes verlaufenden Eisenbahnstrecke von Somogyszob nach Balatonszentgyörgy wurde Ende 2009 eingestellt. Der Eisenbahnverkehr wurde durch Autobusse ersetzt.

## Bilder

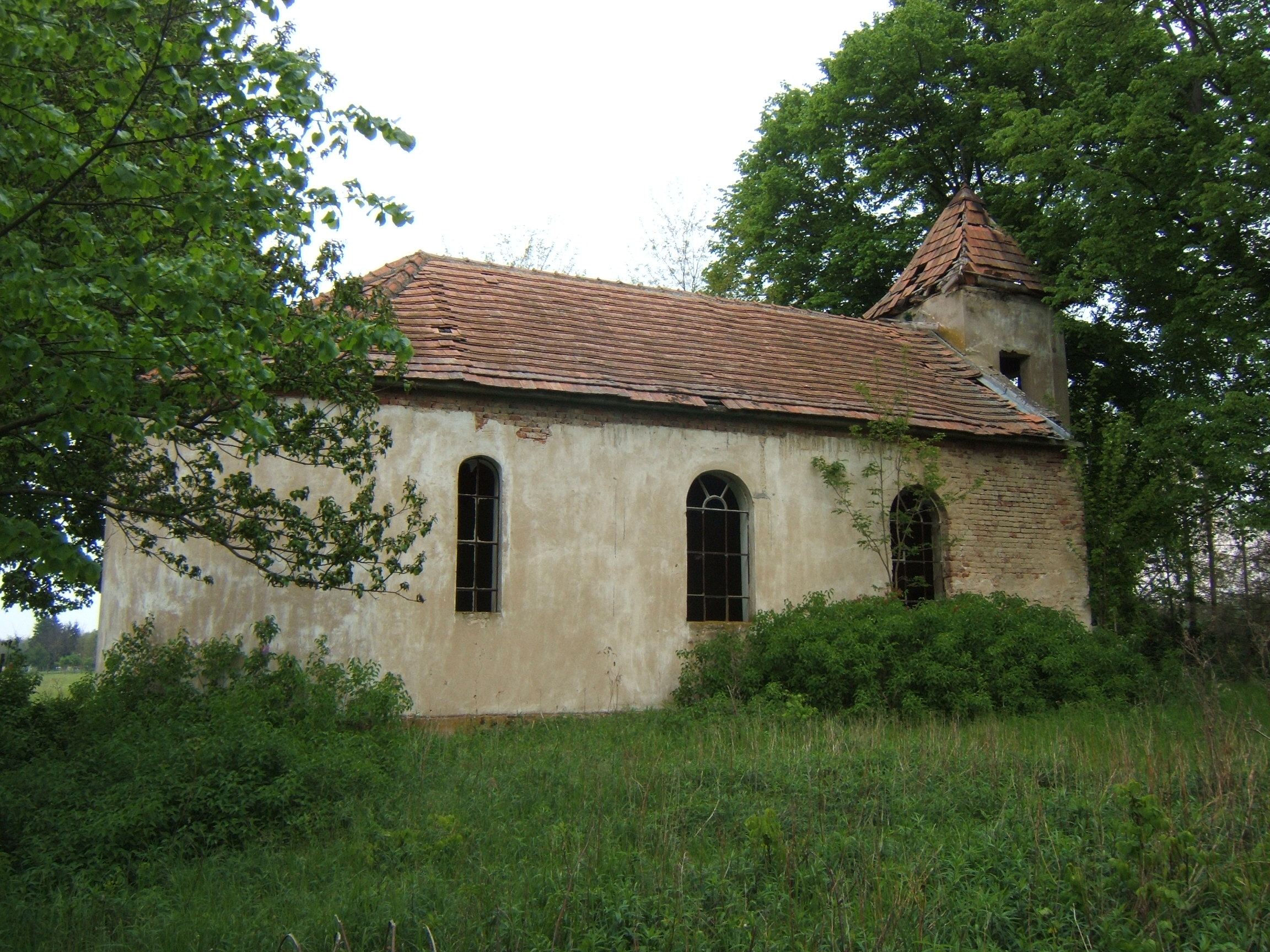
Kirchenruine in Cserfekvés
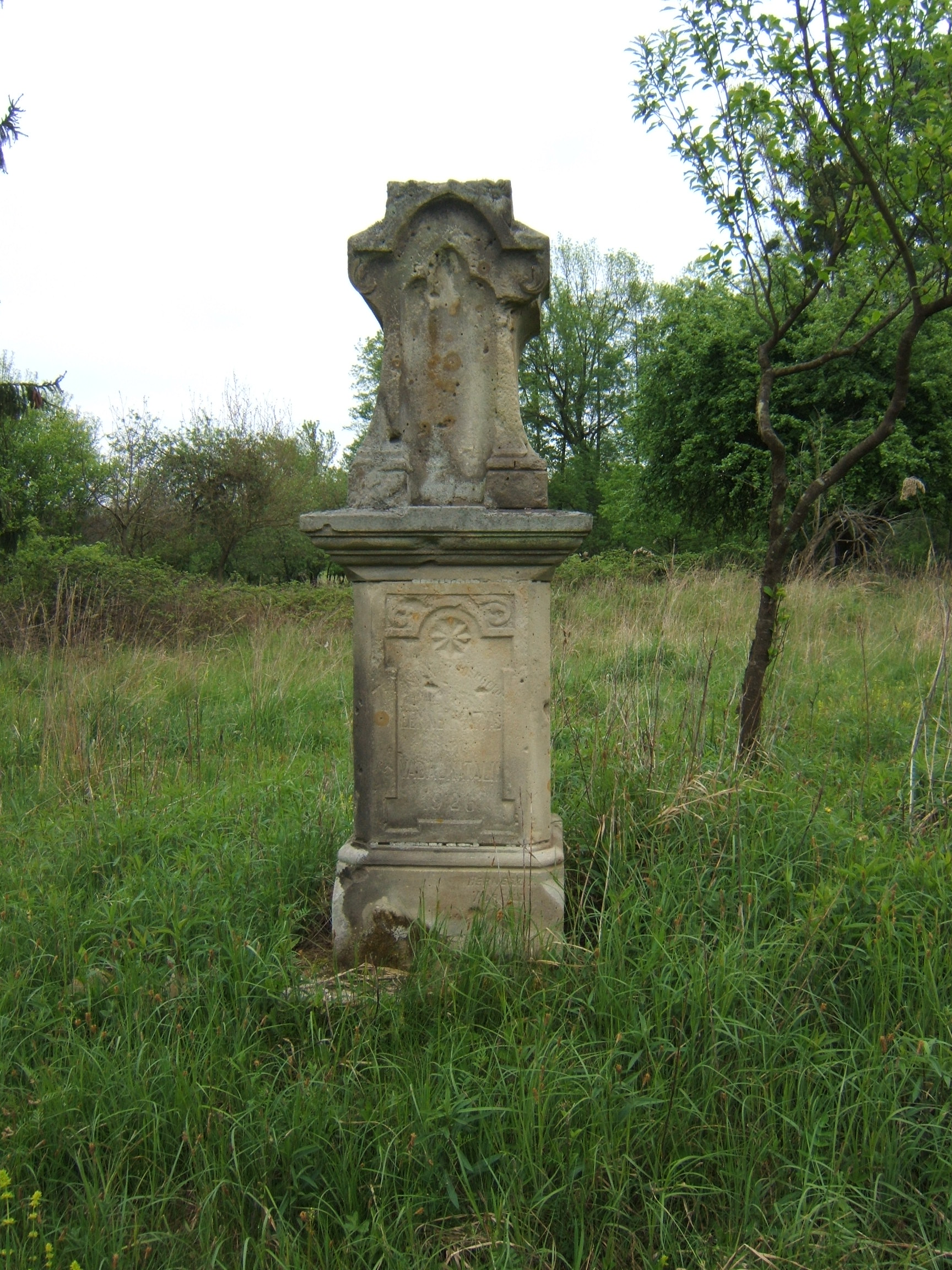
Rest eines Steinkreuzes auf dem Friedhof in Cserfekvés
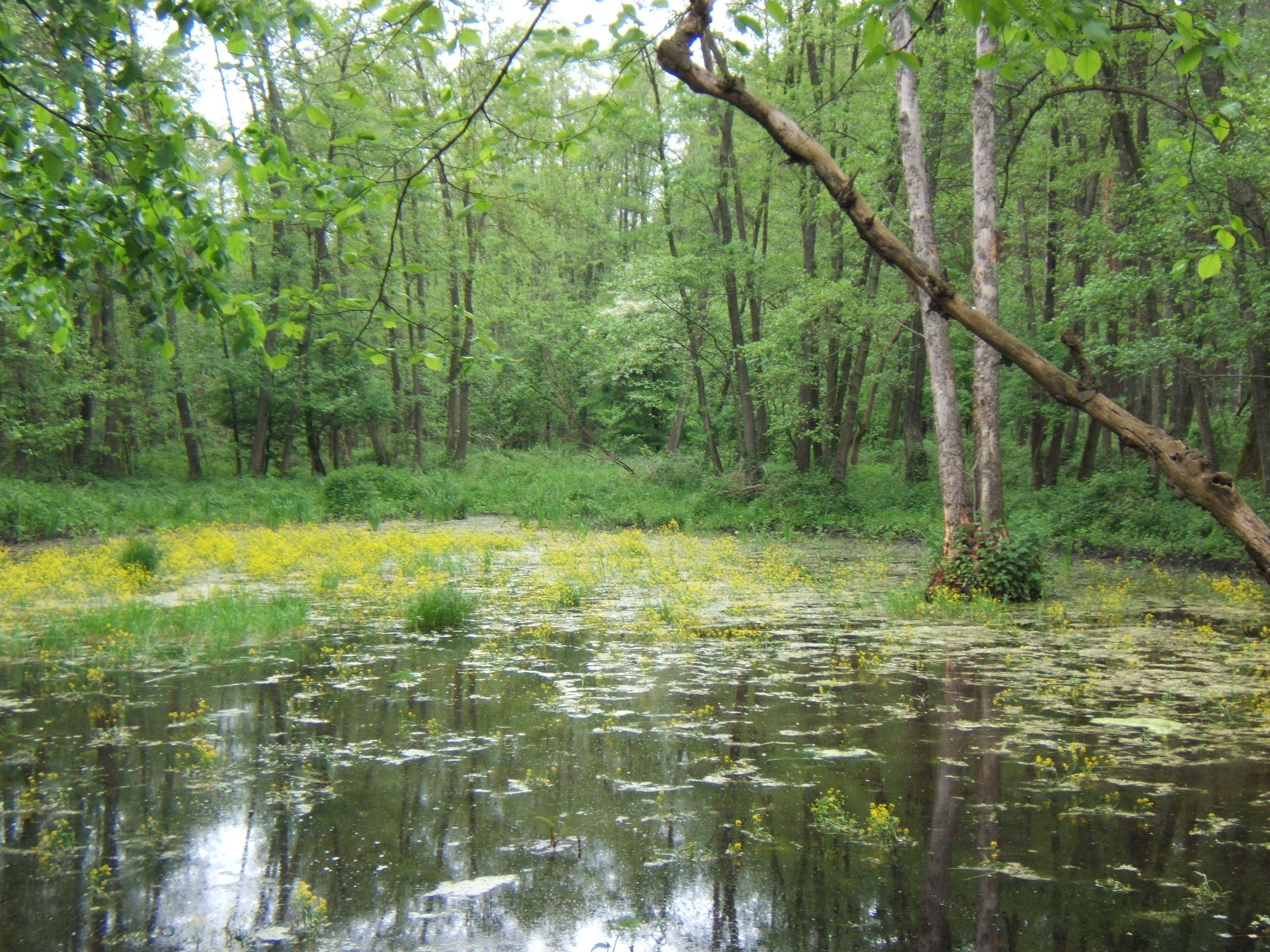
Sumpfgebiet bei Cserfekvés